# Михайловская, Анна Михайловна
А́нна Миха́йловна Михайло́вская (род. 3 июля 1988, Москва, РСФСР, 
СССР) — российская актриса театра и кино.

## Биография
Актриса Анна Михайловская родилась 3 июля 1988 года в Москве. С 1995 по 2005 год обучалась в государственной общеобразовательной школе № 827 (с гимназическими и лицейскими классами).
С детства, с 1993 г. увлекалась хореографией и достигла значительных успехов на данном поприще, став кандидатом в мастера спорта по спортивным танцам. На одной из тренировок её и заметили продюсеры с «Мосфильма», которые искали героиню для фильма «Самая красивая». Аню пригласили на пробы и утвердили на роль Ирины, простой сельской девушки, которая отправляется в Москву участвовать в конкурсе бальных танцев.
Актёрская карьера - с 2001 года.
После съёмок в сериале «Самая красивая» 17-летняя Аня определилась с будущей профессией и в 2005 году поступила во Всероссийский государственный институт кинематографии имени С. А. Герасимова, который окончила в 2009 году.
В 2008 году вышло продолжение фильма «Самая красивая», где главной героиней уже является персонаж Анны Михайловской. Также в декабре 2008 года Анна дебютировала на сцене Московского драматического театра им. М. Н. Ермоловой в спектакле «Александр Пушкин» (режиссёр В. Безруков), где играет главную роль — Натальи Гончаровой.
С 2009 года — актриса Театра им. Моссовета.
С 2018 года актриса популярного спектакля «Охота на мужчин».
В 2020 году запустила свой собственный YouTube канал с дебютным шоу «Кухня Анны Михайловской».

### Личная жизнь
Бывший муж актер Тимофей Каратаев с 24 августа 2013 года. 6 июля 2015 года актриса родила сына Мирослава. Продолжительное время (примерно с лета до осени 2017 года) пара официально не разводилась, но при этом вместе не жила. 13 июня 2018 года их брак официально был расторгнут.

## Фильмография

### Художественные фильмы
- 2005 — Самая красивая — Ира, дочь Нонны
- 2007 — Ева — Ангел
- 2008 — Самая красивая 2 — Ирина Арсеньева / Голикова
- 2011 — Расплата за любовь — Юля
- 2011 — Счастье есть — Марина
- 2012 — Пять звёзд — Юля
- 2014 — Манекенщица —  Александра Линькова
- 2014 — Деревенщина — Лида
- 2014 — Р. Р. Р. — Дуня
- 2017 — Ночная смена — Лидия
- 2017 — От судьбы не зарекайся — Нина Афанасьева
- 2018 — Двойная ложь — Тоня
- 2023 — На Рубле без рубля — Соболь

### Телесериалы
- 2007 — Закон и порядок. Отдел оперативных расследований — Сузана Салимова
- 2007 — Кадетство — Екатерина Сергеевна Казанова (девушка Александра Трофимова)
- 2009 — Барвиха — Ксения Завидова
- 2009 — 2011 — Маргоша — Наталья Борисовна Егорова, дочь Бориса Наумовича и Каролины Егоровых, сотрудница отдела «Мода», во 2-м сезоне владелица контрольного пакета акций издательства «Хай-Файв», заместитель главного редактора; в 3-м сезоне заместитель генерального директора по общим вопросам
- 2011 — Золотые — Ксения Завидова
- 2011 — Последняя минута (серия «Признание») — Наталья, дочь Чепуриных
- 2012 — Сердце не камень — сестра Тони
- 2012 — Карпов — Валерия Николаевна Вересова,  журналистка, самозванная дочь Станислава Карпова
- 2012 — Кто, если не я? — Римма
- 2012 — Ангел в сердце — Ксения Круглова (в молодости)
- 2013 — Карпов. Сезон второй — Валерия Николаевна Вересова, журналистка, самозванная дочь Станислава Карпова
- 2013 — Молодёжка — Яна Фёдоровна Самойлова, студентка
- 2014 — Бегущая от любви
- 2015 — В созвездии Стрельца — Светлана Фурцева
- 2017 — Капитанша — Александра, супруга капитана судна
- 2019 — Капитанша 2 — Александра Верховцева
- 2022 — Свадебный марш — Ирина Сойкина
- 2022 — Анна Медиум — Наташа
- 2023 — Игра в убийство — Юля
- 2026 — Молодёжка. Новая смена (второй сезон) — Яна Фёдоровна Самойлова, бывшая жена Андрея Кисляка

## Театральные работы
Московский драматический театр имени М. Н. Ермоловой
- 2008 — «Александр Пушкин» (режиссёр В. Безруков) — Наталья Гончарова

Всероссийский государственный университет кинематографии имени С. А. Герасимова
- 2009 — «Полоумный Журден» (М. А. Булгаков) — Люсиль (дипломный спектакль)
- 2009 — «Последние» (М. Горький) — Верочка (дипломный спектакль)
- 2009 — «Три сестры» (А. П. Чехов) — Наташа (дипломный спектакль)

Театр имени Моссовета
- «Преступление и наказание» (реж. Ю. Ерёмин) — Соня Мармеладова
- «Ревизор» (реж. Н. Чусова) — жена Земляники
- «Ошибки одной ночи» (реж. П. Хомский) — горничная
- «Фома Опискин» (Ф. М. Достоевский, реж. П. Хомский) — Сашенька
- «Серебряный век» (реж. Ю. Ерёмин) — Надя
- «Дон Жуан. Версия» — Донна, Анна, Гостья
- «Baden-Баден» (реж. Ю. Ерёмин) — Татьяна
- «Casting/Кастинг» (реж. Ю. Ерёмин) — Мария Абарова
- «Идиот» (Ю. Ерёмин) — Аглая
- «Опасные связи» (П. Хомский) — Сесиль, Мадам де Турвель
- «Р. Р. Р.» (по роману Ф. М. Достоевского «Преступление и наказание», реж. Ю. Ерёмин) — Дуня, Соня
- «Неотправленные письма» (реж. В. Манучаров) — Она
- «Соло для часов с боем» (реж. П. Пархоменко) — Даша Высоцкая
- «8 любящих женщин» (реж. Е. Марчелли) — Луиза